# Crazy Race 3 – Sie knacken jedes Schloss
Crazy Race 3 – Sie knacken jedes Schloss ist eine deutsche Komödie aus dem Jahr 2007 und der dritte Teil der Filmreihe, bestehend aus Crazy Race und Crazy Race 2 – Warum die Mauer wirklich fiel. Sie wurde erstmals am 5. Januar 2007 auf RTL ausgestrahlt.

## Handlung
Der am Beginn seiner Karriere stehende Meisterdieb Frank Wieland (Gregor Törzs) hat es auf den Siegelring König Ludwigs II. abgesehen. Doch kaum hat er den Tresor aufgebrochen, jagt ihm ausgerechnet sein Vorbild Kara Moreni (Katy Karrenbauer) den Ring ab. Für diesen Einbruch sitzt Frank sechs Jahre im Gefängnis ab, was ihm Zeit genug gibt, einen ausgeklügelten Plan zu entwickeln, der ihm den Siegelring zurückbringen soll.
Nach seiner Entlassung wird er von einem mysteriösen Auftraggeber angesprochen, der sich später als der bayerische Ministerpräsident von Dollinger (Ottfried Fischer) zu erkennen gibt. Dieser bietet ihm fünf Millionen Euro, falls Frank Wieland ihm den Siegelring, der ein Schlüssel zur Macht sei, bringe. Allerdings hat Frank keineswegs freie Bahn, um seinen Plan in die Tat umzusetzen und diesen Auftrag zu erfüllen. Vielmehr weicht ihm seine hübsche, aber überaus tollpatschige Bewährungshelferin Marie von Dollinger (Marie Rönnebeck) kaum von der Seite. Da sich aus Angst vor Moreni kein professionelles Team zu Franks Unterstützung zusammenstellen lässt, greift er auf eine bunt zusammengewürfelte Truppe von Amateuren zurück. Diese Truppe besteht aus dem dicklichen Artisten Skippy „Die Katze“ (Dirk Bach), dem ehemaligen Arztserien-Darsteller Max (Helmut Zierl) und dem unter Agoraphobie leidenden Computerfreak Billy (Andreas Vitásek). Weiterhin bieten Lars (Lars Niedereichholz) und der blinde Ande (Ande Werner), zwei der Wettsucht Verfallende, ihre Dienste als Fahrer an. Abgerundet wird das Ensemble von den Cousins Hannes (Johann König), Jürgen (Kalle Pohl) und Bernie (Ingolf Lück), die sich als Sprengstoffspezialisten mit zweifelhaften Fähigkeiten auszeichnen.
Zwar gelingt ihnen der Einbruch in Morenis Haus, jedoch müssen sie feststellen, dass die Diebin den Ring inzwischen wieder veräußert hat. Er befindet sich nun im Schloss Neuschwanstein, was den Diebstahl aufgrund der dortigen Sicherheitsmaßnahmen erschwert. Da Wielands Auftraggeber aber nicht locker lässt, macht er sich mit seiner Gangstertruppe, die sich als volkstümliche Live-Band getarnt ins Schloss einschleicht, an den schwierigen Job. Während Skippy sich von der Decke des Saals, in dem sich der Ring befindet, abseilt, setzt Billy die Alarmanlage außer Kraft. So gelingt es Wieland, den Ring an sich zu nehmen. Erneut wird er von Moreni, die ihm den Siegelring nicht gönnt, überrascht. Diesmal kann er ihn jedoch gegen eine Nachbildung tauschen, welche er ihr überlässt, so dass sich letztlich für Wielands Gruppe alles zum Guten wendet.

## Hintergrund
Der Film wurde von der Filmstiftung NRW sowie dem FilmFernsehFonds Bayern gefördert und in Köln sowie München gedreht. Am 5. Januar 2007 wurde der Film von RTL erstmals im deutschen Fernsehen ausgestrahlt. Zuvor war er bereits am 22. Oktober 2006 in Österreich zu sehen. Die dritte Episode der Reihe wurde von 2,2 Millionen Menschen gesehen, was einem Marktanteil von 18,3 % unter den 14- bis 49-Jährigen entspricht. Am 2. Januar 2007 veröffentlichte die Universum Film GmbH den Film in Deutschland auf DVD mit einer FSK-12-Freigabe. Katy Karrenbauer, Dirk Bach, Ottfried Fischer und Mundstuhl sind die einzigen Darsteller, die in bislang jedem Teil der Crazy Race-Reihe aufgetreten sind, wenngleich in jeweils anderen Rollen.

## Rezeption
TV Spielfilm nennt Crazy Race 3 „einen vollkommen witzfreien TV-Klamauk“, der „grausam flach und total infantil“ sei. Laut Kino.de ist diese „muntere Krimikomödie“, „verglichen mit der eher schlichten Handlung“ des zweiten Teils, „regelrecht komplex“ und besticht zudem „mit einem eindrucksvollen Aufgebot an namhaften Mitwirkenden“, durch die „eventuelle Ähnlichkeiten zu Ocean’s Eleven ins Groteske verzerrt werden“. Zwar „dominiert unterm Strich der Klamauk; aber dafür ist der Film überraschend witzig“. Das Urteil des Lexikon des internationalen Films lautet: „Dritter Teil einer anspruchsarmen Komödien-(Fernseh-)Reihe, die sich Quirligkeit, Tempo und Turbulenzen verschrieben hat.“